# Тета Водолея
Тета Водолея (лат. θ Aquarii), 43 Водолея (лат. 43 Aquarii), HD 211391 — одиночная звезда в созвездии Водолея на расстоянии приблизительно 177 световых лет (около 54 парсеков) от Солнца. Видимая звёздная величина звезды — +4,16m. Возраст звезды оценивается как около 437 млн лет.

## Характеристики
Тета Водолея — оранжевый гигант спектрального класса K0III или G8III-IV. Масса — в среднем около 2,585 солнечных, радиус — около 12 солнечных, светимость — в среднем около 77,5 солнечных. Эффективная температура — около 4909 К.